# Internacional Foot-ball Club
El Internacional Foot-ball Club fue un antiguo club de fútbol con sede en Madrid, España. Fundado a comienzos del año 1903, tras unas desavenencias en el New Foot-ball Club, su club predecesor, desapareció apenas tres meses después al fusionarse con el Madrid-Moderno Foot-Ball Club que a su vez necesitó paliar la marcha de otros tantos de sus jugadores.

## Historia
Surgida en 1897 la Sociedad de Foot-ball, fue la que dio origen a algunos de los primeros clubes de la capital. Esta, que fue sobre todo conocida por su nombre de (Sociedad) Foot-Ball Sky, tuvo serios problemas de supervivencia debido a las continuas diferencias internas y marchas de jugadores fuera del club. De una de esas disputas nació la Nueva Sociedad de Foot-Ball o (Sociedad) Madrid Foot-Ball Club en el año 1900, quizá la más notable, y tras otra más en 1902, con la que la decana entidad languideció, provocó un cambio institucional que trajo su definitiva nomenclatura de New Foot-Ball Club, con esperanzas de aires renovados.
Un año más tarde, entre finales del año 1902 y comienzos del siguiente, y en medio de la disputa del Concurso de Bandas, la situación del club se complicó nuevamente cuando una nueva y definitiva escisión en la sociedad dio con la desaparición del decano club madrileño, dando origen a otra nueva: el Internacional Foot-Ball Club. No le fue posible a diferencia de otras veces continuar con vida ya que esta vez todos los integrantes de su primer, segundo y tercer equipo se marcharon en su totalidad tras unas desavenencias con Ángel Mayora para formar el nuevo club en ciernes. A sus primeros integrantes se les unieron media docena de jugadores ingleses como refuerzo, y jugaron su primer encuentro frente al Madrid Foot-Ball Club, reforzado también por exjugadores del New y que pasó a ser desde entonces el club decano de Madrid.
En cuanto a la Junta Directiva, quedó conformada del siguiente modo: Presidente, D. Tomás Guyarro; Vicepresidente, don Tomás Moore; Secretario, D. Eugenio Bisbal; .Tesorero, D. Pío Wandoseil; Vocales: D. George Graig, don Eugenio Vallarino, D. Angel Garrido, D. E. Valenti y D. L. Romero de Tejada.
Su devenir apenas tres meses después de su fundación, y como muchos otros en la corte, abocó en su absorción por parte del Madrid Foot-Ball Club para acabar desapareciendo. Era esta entidad la más importante de la época quedando reflejado en todos los ámbitos posibles, desde el deportivo, al institucional. Estas absorciones o fusiones entre clubes eran habituales en la época, al igual que la marcha de jugadores de un club para formar otro o ingresar en aquel que creyesen. Fue uno de los motivos de la inestabilidad y desaparición que sufrían muchos clubes en la época, donde progresar parecía una proeza.